# Astaena pauloensis
Astaena pauloensis är en skalbaggsart som beskrevs av Frey 1973. Astaena pauloensis ingår i släktet Astaena och familjen Melolonthidae. Inga underarter finns listade.